# Gà Langshan hiện đại
Gà Langshan hiện đại là một giống gà có nguồn gốc từ gà Croad Langshan. Mặc dù ngày nay nó hiếm khi được nhìn thấy, giống gà này đã từng rất phổ biến trong quá khứ tại Vương quốc Anh.

## Lịch sử
Croad Langshan đã được đưa đến Vương quốc Anh từ miền Bắc Trung Quốc bởi Thiếu tá F. Croad vào năm 1872. Để làm cho một sự tương phản rõ ràng hơn giữa giống gà Croad Langshan và giống gà ít lông đen hơn, giống gà Tam Hoàng, những con gà mới được lai tạo để có đôi chân dài hơn, lông dày hơn và thân cao hơn; dẫn đến giống gà Langshan hiện đại được hình thành. Sự phát triển của giống gà này, vào những năm 1890, sau này được phản ánh bởi sự phát triển của giống gà Langshan của Đức, vào đầu những năm 1900, trông khá giống với giống gà Langshan hiện đại. Sự phổ biến của giống gà này và tổng số cá thể của giống này đã giảm qua nhiều năm.

## Đặc điểm
Giống gà Langshan hiện đại có ngoại hình ít nặng nề hơn và nhiều tính chất giống như gà Croad Langshan, và đôi khi được so sánh với các giống gà chọi hiện đại. Chân của nó chỉ có một ít lông bao quanh. Loài gà này chủ yếu được nuôi dùng để trang trí, vì giống này là giống không mạnh về đẻ trứng và cũng không mạnh về lấy thịt.